# Парк Монтегре та Корредор
41°39′38″ пн. ш. 2°33′04″ сх. д. / 41.66047222° пн. ш. 2.55123056° сх. д.
Парк Монтнегре і Корредор (каталонською мовою, а офіційно Parc del Montnegre i el Corredor) — природна територія, що охороняється в Іспанії, розташована в гірському масиві Монтнегре в провінції Барселона, Каталонія. Він юридично охороняється спеціальним планом охорони фізичного середовища та ландшафту, затвердженим 20 липня 1989 року.

## Тваринний світ
Різноманітність екологічні ніші (середземноморські та центральноєвропейські ліси, прирічкові ліси, соснові ліси, відкриті території та посіви) робить популяцію тварин різноманітною та великою. Є середземноморські лісові види, такі як генета, соня звичайна, білка, яструб -тетеревятник, дятел, сойка або полоз сходовий; і тварини, типові для середовищ Центральної Європи: куниця, руда полівка, вальдшнеп і жаба-повитуха. Відкриті місцевості особливо багаті фауною. Тисячі комах та інших безхребетних, рептилій, птахів усіх видів і дрібних ссавців живуть серед підліску. Ці території важливі для хижаків (канюка, лисиці, вужа та зеленої ящірки), оскільки вони тут знаходять основні елементи свого раціону. У парку ми можемо спостерігати велику різноманітність земноводних, таких як саламандра, середземноморська крапчаста або звичайна жаба та інші. Якщо ми проявимо терпіння, то зможемо побачити великих ссавців парку, лисицю, кабана, борсука, косулю та навіть диких коней. Слід також зазначити, що особливе розташування Сьєррас-де-Маріна, паралельне морю та узгоджене з міграційними шляхами птахів, робить їх дуже цікавимидля спостереження за птахами.
Монтегре і Коредор утворюють компактний і безперервний гірський ланцюг досить пологого рельєфу з ландшафтом, зміненим діяльністю людини та вкритим пишними середземноморськими лісами. Однак ці два масиви дуже різні. Більше 95 % площі парку вкрито лісом.

## Історія та заняття людини
Людина селилася в цих горах з давніх часів. Виняткове географічне розташування та багатство природних ресурсів були оцінені вже наприкінці неоліту, про що свідчать дольмени Педра-Гентіль та Педра-Арка. Римська окупація змусила людей спуститися на рівнини, де виникли численні сільськогосподарські міста. Важливість релігії того часу очевидна в численних релігійних спорудах, розкиданих по всьому парку. Пізніша сільськогосподарська колонізація відображена в більш ніж двох сотнях фермерських будинків, а також у ландшафті, який є результатом чергування лісів і сільськогосподарських культур і в якому діяльність людини протягом історії маєвелике значення. Нині сільськогосподарська діяльність знизилася.